# František Fahoun
František Fahoun (9. února 1844 Sušice – 10. května 1900 Rakovník) byl český překladatel, pedagog, středoškolský profesor, autor článků v odborném pedagogickém tisku.

## Život a dílo
Byl profesorem na reálné škole v Klatovech. Působil také v Praze, kde vyučoval fyziku, romanistiku a slavistiku. Později působil na reálce v Olomouci a v roce 1871 odešel působit do chorvatského Osijeku. Přispíval do časopisu Česká včela a byl spolupracovníkem na Ottově naučném slovníku. Během svého života se věnoval překladům ze srbochorvatštiny.